# Panama Athletic Club
El Panama Athletic Club, fue el principal club deportivo de Panamá en la historia del inicio de la República, fundado en 1890. En el mismo se practicaban distintos deportes como el Béisbol, Cricket, Fútbol, Tenis, entre otros. El béisbol fue su principal actividad y durante su existencia fue considerado como uno de los clubes de béisbol más populares del país. En la rama del béisbol contó con el lanzador Domingo Díaz Arosemena, quién es considerado como una de las primeras figuras históricas del béisbol en Panamá y quién también sería presidente de Panamá.
El club luego se formó en la rama del fútbol, y se convirtió en el primer equipo de fútbol establecido en Panamá, considerado padre del fútbol panameño, al ser los pioneros en adquirir implementos deportivos entre los cuales figuraban los primeros balones de fútbol.

## Historia
El Desarrollo de esta entidad deportiva tuvo sus albores cuando los norteamericanos se apoderan de la franja interoceánica, en la construcción del canal. Con el apoyo de la clase política panameña de la época y con ello el desarrollo del béisbol fue total durante la construcción del Canal de Panamá. Surgen distintos equipos como el Swift Sure, Estrellas del Pacífico, siglo XX, Esmeralda del Istmo y el más popular, el Panamá Athletic Club que usaba un uniforme con las siglas PAC en mayúscula.
En el fútbol, en 1905 llega a un público más popular cuando se realiza el primer partido entre equipos de locales y extranjeros en la Plaza del Triunfo (hoy Plaza Herrera). La llegada de diversos grupos, y en especial europeos y antillanos, haría mayor la introducción del fútbol en el Istmo.